# Lago Capilano
O lago Capilano é um lago que se estende do distrito de Vancouver Norte ao distrito de Vancouver Oeste, na Colúmbia Britânica, no Canadá. 

## Descrição
Este lago faz uma fronteira natural com a área administradas da área metropolitana de Vancouver e é responsável por aproximadamente 40% do abastecimento de água a Grande Vancouver.
Na parte sul do lago encontra-se o Parque Regional do Rio Capilano, local onde também o lago se dá origem ao rio Capilano que por sua vez alimenta o lago da Barragem Cleveland. 